# 유지수 (1980년)
유지수(1980년 8월 18일 ~ )는 대한민국 CBS 소속 아나운서이다.

## 학력
- 연세대학교 인문대학 철학과, 영어영문학과 학사

## 출연작

### CBS
- CBS 뉴스 (2005년 1월 1일 ~ )
- 유지수의 12시에 만납시다 (2007년 3월 19일 ~ 2009년 10월 18일)
- 유지수, 박재홍의 8585 퀴즈쇼 (2009년 10월 19일 ~ 2010년 5월 8일)
- 밤의 동산에서 (2010년 5월 10일 ~ 2011년 11월 6일/2012년 5월 21일 ~ 2014년 11월 9일)
- 내 마음의 한 노래 (2010년 10월 3일 ~ 2011년 11월 6일)
- 유지수의 음악풍경 (2011년 11월 7일 ~ 2012년 5월 19일)
- 영화음악 (2014년 3월 17일 ~ 2014년 9월 21일)
- 유지수의 웰빙 다이어리 (2014년 11월 10일 ~ 2015년 9월 12일)
- 유지수의 올 댓 재즈 (2015년 9월 14일 ~ 2016년 4월 24일)
- 유지수의 해피송 (2016년 4월 25일 ~)